# Franziska Weibel
Franziska Weibel (* um 1961) ist eine Schweizer Tischtennis-Nationalspielerin aus den 1970er und 1980er Jahren. Sie nahm an zwei Europameisterschaften und zwei Weltmeisterschaften teil.

## Werdegang
Franziska Weibel gewann acht Titel bei den nationalen Schweizer Meisterschaften, nämlich 1981 und 1982 im Einzel, 1978, 1980 und 1981 im Doppel mit Renate Wyder, 1979 im Doppel mit Theresia Földy sowie 1980 im Mixed mit Thomas Sadecky und 1982 mit Martin Hafen.
1978 und 1980 vertrat sie die Schweiz bei der Europameisterschaft, 1979 und 1981 wurde sie für die Weltmeisterschaft nominiert, kam aber nie in die Nähe der Medaillenränge.